# 疝痛
疝痛（せんつう、colic）とは腹部臓器の疼痛およびそれに伴う腹痛を示す症状名。

## ヒトの疝痛
急性腹症の古典的名著とされるザカリー・コープの『Cope's Early Diagnosis of the Acute Abdomen』では、平滑筋を有する管腔臓器に閉塞や狭窄などの通過障害が起きたときにみられる蠕動的な激しい収縮によって生じる痛みと説明されている。
心筋梗塞、急性膵炎、腹膜炎などにみられる持続的腹痛とは異なり、疝痛の場合には痛みに時間的変化があり間欠期がある。消化管由来の痛みに多く、閉塞や狭窄の位置が下部消化管になるほど痛みの間隔は長くなる傾向がある。

## ウマの疝痛
ウマの疝痛は過食疝、便秘疝、風気疝、変位疝、痙攣疝、寄生疝、その他に分類される。
馬で多発する原因として、胃噴門部の括約筋が発達していて嘔吐しにくい構造であること、胃の容量が体躯に比べ小さいこと、小腸（空腸）が腸間膜によって背側に吊り下げられる形になっていること、盲腸の回腸口など消化管の太さが著しく異なる部位が多く食物が停滞しやすいことなどが挙げられる。

### 過食疝
急激な飼料の摂取によるもので、胃拡張による疼痛を伴う。

### 便秘疝
休養などによる蠕動運動が減弱によるもので、消化管の内容物が貯留し乾燥する。

### 風気疝
空気の嚥下、変敗飼料の摂取、発酵性飼料の過食、運動不足などが原因で、腹囲が膨大して疼痛を伴う。

### 変位疝
消化管のねじれ（変位、嵌頓、絞扼、捻転、重積に細分）を原因とする。

### 痙攣疝
過度の疲労や悪質な給餌を原因とするもので、消化管平滑筋の収縮亢進（蠕動運動の増加）による疼痛がみられる。

### 寄生疝
馬回虫、条虫（葉状条虫）、円虫、馬蠅幼虫などの寄生を原因とする。